# Konia eisentrauti
Konia eisentrauti är en fiskart som först beskrevs av Ethelwynn Trewavas 1962.  Konia eisentrauti ingår i släktet Konia och familjen Cichlidae. Inga underarter finns listade i Catalogue of Life.
Exemplaren blir maximal 93 mm långa. De har i ryggfenan 15 till 16 taggstrålar och 10 till 11 mjukstrålar. I analfenan finns tre taggstrålar och 8 till 9 mjukstrålar. Arten har en rad med svarta fläckar på kroppen som går parallell med sidolinjen. Fenorna saknar pigment.
Arten förekommer endemisk i Kamerun i Lake Barombi Mbo och i angränsande vattendrag. Födan utgörs av mindre fiskar, kräftdjur, insekter och alger. Föräldrarna förvarar äggen i munnen innan de kläcks.
Beståndet hotas av vattenföroreningar och av kolsyra från vulkaniska aktiviteter. Trädfällningar kan orsaka mer vind i regionen som skapar ogynnsamma förhållanden när sjöns nedre skikt når ytan. Fiske är förbjuden i regionen. IUCN kategoriserar arten globalt som akut hotad.